# Andrzej Rausz
Andrzej Rausz (ur. 7 kwietnia 1937 w Bydgoszczy, zm. 27 maja 2017 w Tarnowie) – polski aktor i reżyser.

## Życiorys
Z wykształcenia był inżynierem-zootechnikiem. W latach 60. i 70. XX wieku związany był ze scenami krakowskimi: z Teatrem 38 i Teatrem „Groteska”, współpracował również z Teatrem Starym. Pracował jako aktor i reżyser w Teatrze Dramatycznym w Legnicy (1975–1981, 1987–1988), Teatrze Współczesnym we Wrocławiu (1977–1978) oraz Teatrze im. Ludwika Solskiego w Tarnowie (1982–1995). W 1995 roku przeszedł na emeryturę. Był członkiem Związku Artystów Scen Polskich.
Po śmierci został pochowany na Starym Cmentarzu w Tarnowie.

## Filmografia

### Filmy fabularne
- Ogniomistrz Kaleń (1961)
- Dziewczyna z dobrego domu (1962)
- Docent H. (1968)
- Urząd (1969)
- Lokis. Rękopis profesora Wittembacha (1970)
- Zazdrość i medycyna (1973)
- Olimpiada ’40 (1980)
- W starym dworku, czyli niepodległość trójkątów (1984)
- Życie za życie. Maksymilian Kolbe (1990)

### Seriale
- Układ krążenia (1978, odc. 5)
- Ślad na ziemi (1978, odc. 4)
- Popielec (1982, odc. 2)